# Ташкентский институт текстильной и лёгкой промышленности
Ташкентский институт текстильной и лёгкой промышленности (узб. Тошкент тўқимачилик ва енгил саноат институти) — государственное высшее учебное заведение в столице Узбекистана — Ташкенте.
Ташкентский текстильный институт основан в 1932 году. В первые годы в институте было два факультета: «Первичная переработка хлопка» и «Механическая технология», выпускающие специалистов по 4 специальностям: первичная обработка хлопка, ткачество, прядение и технология шёлка. В 1932-33 учебном году институт принял первых 125 студентов.
В 1935 году было сдано в эксплуатацию четырёхэтажное здание института (сегодня это 2-й учебный корпус).
В это время в институте было 6 производственных и 5 учебных лабораторий, 5 учебных кабинетов, спортзал, библиотека. В 1947 году институт начал обучение по программам заочного обучения; в 1955 году — стал давать экономическое образование по специальности «Инженер-экономист». В 1958 году институт открыт факультет вечернего обучения.
В 1960-х годах институт имел 8 производственных, 10 учебных лабораторий, 13 учебных кабинетов.
В 1962 году, накануне 30-летия института, число студентов достигло 4000 человек (в 32 раза больше, чем в 1932 году). Количество профессоров и преподавателей достигло почти 200 человек.
В этом же году, в связи с открытием ряда новых специальностей, институт был назван Ташкентским институтом текстильной и лёгкой промышленности.
Открывались новые направления: в 1966 году — «Технология лёгкой промышленности», в 1967 году — «Химическая технология», в 1980 году — «Механика». В этот период было построено три здания: в 1973 году было введено в эксплуатацию новое шестиэтажное здание (ныне 1-й учебный корпус), а затем первый корпус факультета Первичной обработки хлопка.
В 1932—2012 годах институт подготовил около 50 тысяч специалистов для отраслей промышленности. Среди них было около 800 иностранных студентов из Кубы, Монголии, Афганистана, Германии, Перу, Вьетнама, Лаоса, ряда африканских стран. За этот период количество факультетов увеличилось с 2 до 6. Количество отделений варьировалось от 4 до 38. В 1980-х годах в институте готовили специалистов 13 специальностей. Для студентов были подготовлены десятки учебников, сотни методических пособий, указаний и рекомендаций на узбекском языке.
По состоянию на 2019 год институт готовит бакалавров, магистрантов, докторантов (PhD) и докторов наук для текстильной и лёгкой промышленности по направлениям: машиностроение, трикотаж, ткачество, прядение, швейное и обувное производство, очистка хлопка; а также для шёлковой промышленности, химической, полиграфической и бумажной промышленности.
Структура института
В состав Ташкентского института текстильной и лёгкой промышленности входят 4 факультета:
- Факультет технологии хлопковой промышленности;
- Факультет технологии текстильной промышленности;
- Факультет технологии лёгкой промышленности и дизайна;
- Факультет технологии полиграфии.